# Международный год кооперативов
Генеральная Ассамблея ООН объявила 2012 год Международным годом кооперативов, подчеркнув при этом вклад  кооперативов в социально-экономическое развитие. В резолюции 64/136 от 18 декабря 2009 года Генеральная Ассамблея отметила  роль кооперативов в сокращении бедности, обеспечении занятости и социальной интеграции.
Кооператив является автономной добровольной ассоциацией людей, которые объединяются для удовлетворения общих экономических, социальных и культурных потребностей посредством совместного владения демократически управляемым предприятием. В общем, они способствуют социально-экономическому развитию.
Как организации самопомощи, которые удовлетворяют потребности своих членов, кооперативы оказывают содействие в обеспечении занятости и доходов в местных сообществах . Кооперативы предоставляют возможности для социальной интеграции. В неформальном секторе экономики, рабочие создали обслуживающие кооперативы и целях содействия их самозанятости. В сельских районах, сберегательных и кредитных кооперативы обеспечивают доступ к банковским услугам, которые отсутствуют во многих населенных пунктах и финансируют создание микро и малых предприятий.
Кооперативы разных секторов экономики во всем мире насчитывается около 800 миллионов членов в более чем 100 странах и, по оценкам экспертов, создали более 100 миллионов рабочих мест по всему миру. О возможностях и достижениях кооперативов, свидетельствуют следующие примеры:
49000 кредитных союзов Всемирного совета кредитных союзов обслуживают 177 000 000 членов в 96 странах, а 4200 банков-членов Европейской ассоциации кооперативных банков обслуживают 149 миллионов клиентов;
Сельскохозяйственные кооперативы производят от 80 до 99 процентов молока в Норвегии, Новой Зеландии и Соединенных Штатов, 71 процент рыбной продукции в Республике Корея и 40 процентов сельскохозяйственной продукции в Бразилии;
Электрические кооперативы играют ключевую роль в сельских районах. В Бангладеш, сельские электрические кооперативы обслуживают 28 миллионов человек. В Соединенных Штатах, 900 сельских электрических кооперативов обслуживают 37 миллионов людей и владеют почти половиной электрических распределительных сетей в стране.
Международные годы объявляются Организацией Объединенных Наций, для того чтобы привлечь внимание к основным мировым прооблемам и для поощрения важнейших направлений деятельности. В ознаменование Года, пройдут региональные конференции, которые позволят повысить уровень осведомленности граждан о кооперативах и помогут найти способы использовать их вклад в социально-экономическое развитие. Государства-члены ООН создадут национальные комитеты, которые будут координаторами мероприятий в рамках Года.